# ساركومة مخاطية ليفية منخفضة الدرجة
الساركومة المخاطية الليفية منخفضة الدرجة، هي نوع نادر من الساركومة منخفضة الدرجة، وُصفت لأول مرة من قبل إتش إل إيفانز عام 1987. تعد أحد أورام الأنسجة الرخوة وهي أنسجة ضامة مشتقة من اللحمة المتوسطة؛ تظهر في الفحص المجهري مكونة من خلايا مغزلية الشكل تشبه الأرومات الليفية. تعد هذه الخلايا الليفية مغزلية الشكل خلايا ورمية تعبر في معظم حالات الساركومة المخاطية الليفية منخفضة الدرجة عن جينات الاندماج، أي الجينات المكونة من أجزاء من جينين مختلفين والناتجة عن الطفرات. صنفت منظمة الصحة العالمية (2020) الساركومة المخاطية الليفية منخفضة الدرجة على أنها نوع معين من الأورام ضمن فئة الأورام الليفية الخبيثة والليفية العضلية.
تحدث أورام الساركومة المخاطية الليفية منخفضة الدرجة لدى الأفراد في أي عمر تقريبًا ولكن يقدر عدد المصابين تحت سن 18 عامًا بنحو 20%. تصيب الأورام عادةً الأطراف القريبة، ولكنها قد تحدث في أي مكان في الجسم تقريبًا. يتبع تطور هذه الأورام عادةً سيرًا طويلًا بطيئًا يستغرق سنوات أو عقودًا عديدة. لكن خلال هذا الوقت، تعاود الظهور في موقعها الأصلي الذي أزيلت منه جراحيًا أو تنتقل عادةً إلى الرئة أو الأنسجة الجنبية المحيطة بالرئتين. يمكن أن تتطور هذه النقائل بعد عقود من التظاهر الأولي للورم وتشخيصه.
قد يكون من الصعب تمييز الساركومة المخاطية الليفية منخفضة الدرجة عن أورام اللحمة المتوسطة الأخرى، خاصةً الساركومة الليفية التصلبية شبه الظهارية (إس إي إف). تتظاهر أورام الساركومة المخاطية الليفية منخفضة الدرجة بالعديد من السمات السريرية والمرضية المشابهة لتلك الموجودة في الساركومة الليفية التصلبية شبه الظهارية في الواقع، وتشير الدراسات الحالية إلى أنها قد تكون شكلًا مبكرًا من الساركومة الليفية التصلبية شبه الظهارية. على سبيل المثال، قد يبدي الورم سمات نموذجية للساركومة المخاطية الليفية، ولكن يتقدم مع مرور الوقت ليظهر السمات النموذجية للساركومة الليفية التصلبية شبه الظهارية. قد يكون هذا التقدم واضحًا على وجه الخصوص في أورام الساركومة المخاطية الليفية المتكررة أو النقيلية. منذ أن صنفت منظمة الصحة العالمية الساركومة المخاطية الليفية منخفضة الدرجة على أنها أحد الأورام الليفية الخبيثة والليفية العضلية المختلفة اختلافًا واضحًا عن الساركومة الليفية المصلبة شبه الظهارية، اعتُبر النوعان شكلين منفصلين من الأورام.

## التظاهرات
صُنف الأفراد الذين شُخصت لديهم إصابة بالساركومة المخاطية الليفية منخفضة الدرجة لأول مرة ضمن فئة الشباب (بمتوسط عمر يبلغ 33 عامًا) أو الأطفال الأكبر من 5 سنوات (13% إلى 19% من جميع الحالات)، على الرغم من أن دراسة أحدث ذكرت أن الأفراد الذين شُخصوا لأول مرة بالمرض تراوحت أعمارهم بين 6 و67 عامًا (بمتوسط عمر يبلغ 45.6 سنة). تتظاهر الساركومة المخاطية الليفية منخفضة الدرجة عمومًا على شكل كتلة غير مؤلمة تقع في الأنسجة تحت الجلد أو تحت اللفافة في الأطراف العلوية أو السفلية أو الجذع، وقد تظهر بتواتر أقل في منطقتي الرأس والعنق أو داخل الجهاز الهضمي والقلب والكليتين والدماغ وخلف الصفاق وداخل المنصف أو تجويف البطن. يبلغ حجم الأورام التي تظهر في الأنسجة تحت الجلد وتحت اللفافة من 3 إلى 11 سم (القطر الأكبر)، ولكن سُجلت حالات بلغ فيها حجم الورم 23.5 و25 و50 سم في المواقع التي يكبر فيها الورم دون أن يُعثر عليه لفترات طويلة مثل الأرداف أو المنصف أو تجويف البطن. يعطي التصوير بالرنين المغناطيسي والتصوير المقطعي المحوسب نتائج تشير إلى أن الورم هو من نوع الساركومة المخاطية الليفية منخفضة الدرجة أغلب الأحيان.